# Оштьепок
Оштьепок, осцыпек (словац. Oštiepok, пол. oscypek) — традиционный татранский копчёный овечий сыр эллиптической формы, распространенный в Словакии и Польше и традиционно изготавливаемый гуралями.
Для решения вопроса о присвоении польскому варианту сыра зарегистрированного наименования места происхождения товара согласно правилам ЕС, оспоренного Словакией, 29 мая 2007 года министры сельского хозяйства Польши и Словакии Анджей Леппер и Мирослав Юреня подписали соглашение о том, что оштьепок и осцыпек различаются в некоторых деталях в способе приготовления и должны быть признаны разными продуктами.

## Изготовление
Деревянные формы, в которые набивают сыр, имеют приблизительно одинаковый размер, поэтому в среднем оштьепок весит около 750 г. Сыр выдерживается в солёной воде и потом коптится 12 дней. Жирность около 33 %. Вкусом и консистенцией оштьепок напоминает другой известный сыр — копчёную пареницу.